# 龍潭站 (江原道)
龍潭站（朝鲜语：／ Ryongdam yŏk */?）是位于朝鮮民主主義人民共和國江原道川内郡龍潭勞動者區的一個鐵路車站，属于江原线和川内线。

## 历史
- 1916年7月21日，开业[2]。

## 邻近车站
江原线
前灘站 - 龍潭站 - 玉坪站
川内线
龍潭站 - 川内站